# ХФК Горица
ХНК Горица (на хърватски: Hrvatski Nogometni Klub Gorica е хърватски футболен отбор от град Велика Горица, Загребска жупания.
Състезава се в Първа хърватска футболна лига – Висшата хърватска лига.

## История
Клубът е основан през 2009 година след сливането на НК „Радник“ (Велика Горица) и НК „Полет“ от близкото село Бушевец. Играе домакинските си срещи на „Градския стадион“ във Велика Горица с капацитет 5 200 места. През 2017/18 печели Втората лига на Хърватия и за първи път получава правото да играе при силните. В първия си сезон печели петото място, а през 2019/20 завършва на 6-о.

## Успехи
Хърватия
- Първа хърватска футболна лига:
  - 5-о място (1): 2018/19
- Друха хърватска футболна лига: (2 ниво)
  -  Шампион (1): 2010/11, 2017/18
- Трета хърватска футболна лига: (3 ниво)
  -  Шампион (1): 2009/10 (Запад)
- Купа на Хърватия:
  -  Финалист (3): 2012/13, 2017/18, 2020/21